# Oscar Andriani
Oscar Andriani (Brescia, 28 dicembre 1905 – Roma, 17 luglio 1987) è stato un attore italiano.

## Biografia
Bresciano di nascita, fu uno dei caratteristi più attivi tra la metà degli anni trenta e la fine degli anni cinquanta. Apparve in una cinquantina di pellicole di ogni genere. Ebbe occasione di lavorare insieme a grandi registi quali Mario Camerini, Alessandro Blasetti e Michelangelo Antonioni. 
Prese parte al film Abuna Messias di Goffredo Alessandrini, ma il ruolo da lui interpretato di Reginaldo Giuliani viene tagliato in sede di montaggio. 
Abbandonò il mondo del cinema nel 1960. Nove anni più tardi fece la sua unica apparizione televisiva, con un ruolo nello sceneggiato Nero Wolfe diretto da Giuliana Berlinguer nell'episodio Veleno in sartoria, accanto a Tino Buazzelli e Paolo Ferrari. 
Morì a Roma nel 1987.

## Filmografia

Oscar Andriani ne Il brigante di Tacca del Lupo

- Regina della Scala, regia di Camillo Mastrocinque (1937)
- Luciano Serra pilota, regia di Goffredo Alessandrini (1938)
- Ettore Fieramosca, regia di Alessandro Blasetti (1938)
- Eravamo sette vedove, regia di Mario Mattoli (1939)
- Cose dell'altro mondo, regia di Nunzio Malasomma (1939)
- La notte delle beffe, regia di Carlo Campogalliani (1939)
- Il cavaliere di Kruja, regia di Carlo Campogalliani (1940)
- Dopo divorzieremo, regia di Nunzio Malasomma (1940)
- Scarpe grosse, regia di Dino Falconi (1940)
- Caravaggio, il pittore maledetto, regia di Goffredo Alessandrini (1941)
- Il pozzo dei miracoli, regia di Gennaro Righelli (1941)
- Il cavaliere senza nome, regia di Ferruccio Cerio (1941)
- La maestrina, regia di Giorgio Bianchi (1942)
- Redenzione, regia di Marcello Albani (1943)
- Quelli della montagna, regia di Aldo Vergano (1943)
- La donna della montagna, regia di Renato Castellani (1943)
- Alina, regia di Giorgio Pàstina (1950)
- Angelo tra la folla, regia di Leonardo De Mitri (1950)
- Strano appuntamento, regia di Dezső Ákos Hamza (1950)
- Lebbra bianca, regia di Enzo Trapani (1951)
- Bellezze in bicicletta, regia di Carlo Campogalliani (1951)
- Io sono il Capataz, regia di Giorgio Simonelli (1951)
- Il tradimento, regia di Riccardo Freda (1951)
- Trieste mia!, regia di Mario Costa (1951)
- Bellezze a Capri, regia di Adelchi Bianchi (1951)
- Auguri e figli maschi!, regia di Giorgio Simonelli (1951)
- Prigioniera della torre di fuoco, regia di Giorgio Walter Chili (1952)
- Il brigante di Tacca del Lupo, regia di Pietro Germi (1952)
- Amori e veleni, regia di Giorgio Simonelli (1952)
- Il peccato di Anna, regia di Camillo Mastrocinque (1952)
- Altri tempi, epis. Pot-pourri di canzoni, regia di Alessandro Blasetti (1952)
- Fratelli d'Italia, regia di Fausto Saraceni (1952)
- La signora senza camelie, regia di Michelangelo Antonioni (1953)
- Puccini, regia di Carmine Gallone (1953)
- Per salvarti ho peccato, regia di Mario Costa (1953)
- La voce del silenzio, regia di Georg Wilhelm Pabst (1953)
- Cavallina storna, regia di Giulio Morelli (1953)
- Disonorata (senza colpa), regia di Giorgio Walter Chili (1953)
- Di qua, di là del Piave, regia di Guido Leoni (1954)
- Cento anni d'amore, epis. Garibaldina, regia di Lionello De Felice (1954)
- Pietà per chi cade, regia di Mario Costa (1954)
- Cose da pazzi, regia di Georg Wilhelm Pabst (1954)
- Teodora, regia di Riccardo Freda (1954)
- Ulisse, regia di Mario Camerini (1954)
- Ripudiata, regia di Giorgio Walter Chili (1954)
- L'angelo bianco, regia di Raffaello Matarazzo (1955)
- L'ultimo amante, regia di Mario Mattoli (1955)
- Ricordami, regia di Ferdinando Baldi (1955)
- L'intrusa, regia di Raffaello Matarazzo (1956)
- Un giglio infranto, regia di Giorgio Walter Chili (1956)
- Amore e chiacchiere, regia di Alessandro Blasetti (1957)
- Il terrore della maschera rossa, regia di Luigi Capuano (1960)
- Nero Wolfe, regia di Giuliana Berlinguer (1969) serie televisiva, episodio Veleno in sartoria

## Doppiatori
- Mario Besesti in Teodora, Un giglio infranto